# 트레버 넌
트레버 넌 경(Sir Trevor Robert Nunn, CBE, 1940년 1월 14일~)은 영국의 극작가이자, 영화·TV 감독이다. 로열 셰익스피어 컴퍼니와 영국 국립극장의 예술 감독을 지냈으며, 2011년부터는 해이마켓 극장(Haymarket Theatre)의 예술 감독으로 있다.
넌은 많은 뮤지컬, 연극, 오페라를 무대에 올렸다. 잘 알려진 뮤지컬로는 〈캣츠〉(1981년), 〈레 미제라블〉(1985년)이 있으며 그가 감독한 연극에는 〈니콜라스 니콜비〉와 〈맥베스〉가 있다.
〈캣츠〉와 〈레 미제라블〉로 토니상 최고 뮤지컬 감독상을, 〈서머포크〉, 〈베니스의 상인〉, 〈트로일러스와 크레시다〉, 〈니콜라스 니클비〉로는 로런스 올리비에상을 받았다. 그 밖에 토니상 최고 뮤지컬 감독상 및 최고 연극 감독상 · 로런스 올리비에상 최고 감독상 · 드라마 데스크상 뮤지컬 감독상에 노미네이트되었다.

## 초기
트레버 넌은 잉글랜드 입스위치에서 가구를 만드는 로버트 알렉산더 넌과 도로시 메이 파이퍼의 아들로 태어났다. 그는 입스위치에 있는 노스게이트 그래머 스쿨(Northgate High School)을 거쳐 케임브리지 대학교 다우닝 칼리지에서 교육을 받았으며, 그곳은 그의 무대 경력이 시작된 곳이기도 하다. 넌은 1962년에 벨그레이드 극장 수습감독이 되어 장학금을 받았다.

## 경력
트레버 넌은 1964년 로열 세익스피어 컴퍼니에 합류하여 1968년에는 예술 감독이 되었으며, 1986년까지 일했다. 1997년 9월에는 영국 국립극장의 예술 감독이 되었다.
넌의 첫 아내 재닛 수즈먼(Janet Suzman)은 1974년 〈안토니와 클레오파트라〉 등 그의 여러 무대에 올랐다. 넌은 연극계의 주목할만한 인물이 되었으며, 존 케어드(John Caird)와 공동 제작한 찰스 디킨스의 〈니콜라스 니클비〉와 같은 여러 실험작들을 담당했다. 1976년에는 셰익스피어 희곡을 개작한 〈코미디 오브 에러스〉(The Comedy of Errors) 등의 작품을 내놓았다.

## 서훈
- 1978년 대영 제국 훈장 3등급(CBE) 수훈
- 2002년 기사작위(Knight Bachelor) 서임

## 추가 문헌
- Trowbridge, Simon: The Company: A Biographical Dictionary of the Royal Shakespeare Company, Editions Albert Creed (2010) ISBN 978-0-9559830-2-3